# François Gédigier
François Gédigier (* 1957 in Paris) ist ein französischer Filmeditor.

## Leben
François Gédigier kam 1957 als Sohn eines Textilverkäufers und einer Sekretärin in Paris zur Welt. Im Alter von 17 Jahren brach er vorzeitig seine Schulausbildung ab. Zu dieser Zeit arbeitete er bereits als Schauspieler und Assistent in einem kleinen Theater in Montparnasse und spielte in Kurzfilmen mit. 1978 war er zeitweilig Mitglied einer Rockband. Über einen Freund fand er Anfang der 1980er Jahre eine Anstellung als Schnittassistent von Marie-Josèphe Yoyotte. Zu seinen Lehrmeistern in Sachen Schnitt zählte seinerzeit auch Albert Jurgenson. Von 1986 bis 1991 kam Gédigier hauptsächlich im Bereich Tonschnitt zum Einsatz, wie etwa bei Luc Bessons Film Im Rausch der Tiefe (1988).
Ab 1991 arbeitete er als Filmeditor mehrfach mit den Regisseuren Arnaud Desplechin und Patrice Chéreau zusammen. Für Chéreaus Filme Die Bartholomäusnacht (1994) und Wer mich liebt, nimmt den Zug (1998) wurde Gédigier zweimal für den César in der Kategorie Bester Schnitt nominiert. Unter der Regie von Lars von Trier fertigte er die Montage von Dancer in the Dark (2000) an, wofür er den dänischen Filmpreis Robert erhielt. Mehrfach war Gédigier auch an Produktionen Claude Berris beteiligt, darunter die Filmkomödien Zusammen ist man weniger allein (2007) und Der kleine Haustyrann (2009). Regisseur Brian De Palma betraute Gédigier 2012 mit dem Schnitt seines Thrillers Passion. Für die Filmbiografie Barbara über die Chanson-Sängerin Barbara Brodi von Mathieu Amalric, mit dem er bereits für den Kriminalfilm Das blaue Zimmer (2014) zusammengearbeitet hatte, erhielt Gédigier 2018 eine weitere Nominierung für den César.
Gédigier ist mit der französischen Journalistin und Schriftstellerin Marie Desplechin verheiratet, mit der er einen gemeinsamen Sohn hat.

## Filmografie (Auswahl)

### Tonschnitt
- 1986: Double messieurs
- 1988: Im Rausch der Tiefe (Le grand bleu)
- 1990: Die Gefangene der Wüste (La captive du désert)
- 1991: Entführung aus Liebe (Aux yeux du monde)

### Filmschnitt
- 1986: Double messieurs
- 1991: Das Leben der Toten (La vie des morts)
- 1992: Die Wache (La sentinelle)
- 1994: Die Bartholomäusnacht (La reine Margot)
- 1996: Ich und meine Liebe (Comment je me suis disputé … (ma vie sexuelle))
- 1996: Lola im Technoland (Clubbed to Death (Lola))
- 1997: Es wird aufgegessen (Mange ta soupe)
- 1998: Wer mich liebt, nimmt den Zug (Ceux qui m’aiment prendront le train)
- 1999: Rembrandt
- 2000: Dancer in the Dark
- 2001: Intimacy
- 2002: Laura wirbelt Staub auf (Une femme de ménage)
- 2003: Sein Bruder (Son frère)
- 2003: Gefühlsverwirrungen (Les sentiments)
- 2004: Schau mich an! (Comme une image)
- 2005: Gabrielle – Liebe meines Lebens (Gabrielle)
- 2006: Das Mädchen, das die Seiten umblättert (La tourneuse de pages)
- 2007: Zusammen ist man weniger allein (Ensemble, c’est tout)
- 2007: Jellyfish – Vom Meer getragen (Meduzot)
- 2008: Home
- 2008: Erzähl mir was vom Regen (Parlez-moi de la pluie)
- 2009: Ruhelos (Persécution)
- 2009: Der kleine Haustyrann (Trésor)
- 2010: The Tree
- 2011: Der Mönch (Le moine)
- 2012: On the Road – Unterwegs (On the Road)
- 2012: Passion
- 2014: Yves Saint Laurent
- 2014: Das blaue Zimmer (La chambre bleue)
- 2015: Im Schatten der Frauen (L’ombre des femmes)
- 2015: La vie très privée de Monsieur Sim
- 2016: Jeder stirbt für sich allein (Alone in Berlin)
- 2017: Barbara
- 2017: Liebhaber für einen Tag (L’amant d’un jour)
- 2018: Die Blüte des Einklangs (Vision)
- 2018: Der Flohmarkt von Madame Claire (La dernière folie de Claire Darling)
- 2019: Synonymes
- 2019–2020: Mein sprechender Goldfisch (L’agent immobilier) (TV-Miniserie)
- 2020: Das Salz der Tränen (Le sel des larmes)
- 2020: Kampf um den Halbmond (No Man’s Land) (TV-Serie, eine Folge)
- 2021: Une jeune fille qui va bien
- 2021: Für immer und ewig (Serre moi fort)
- 2021: Captain Volkonogov Escaped (Kapitan Volkonogov bezhal)
- 2022: Irma Vep (TV-Serie)

## Auszeichnungen
- 1995: Nominierung für den César in der Kategorie Bester Schnitt zusammen mit Hélène Viard für Die Bartholomäusnacht
- 1999: Nominierung für den César in der Kategorie Bester Schnitt für Wer mich liebt, nimmt den Zug
- 2001: Nominierung für den Online Film Critics Society Award in der Kategorie Bester Schnitt zusammen mit Molly Marlene Stensgaard für Dancer in the Dark
- 2001: Robert in der Kategorie Bester Schnitt zusammen mit Molly Marlene Stensgaard für Dancer in the Dark
- 2018: Nominierung für den César in der Kategorie Bester Schnitt für Barbara